# Расулев, Садык
Садык Расулев (1912, Пржевальск, Семиреченская область — 1990) — советский хозяйственный, государственный и политический деятель.

## Биография
Родился в 1912 году в Пржевальске. Член КПСС с 1940 года.
С 1939 года — на хозяйственной, общественной и политической работе. В 1939—1976 гг. — прораб на строительстве Большого Ферганского канала, участник строительства Малого Ферганского канала, участник строительства Фархадской ГЭС, начальник участка водного строительства в Ферганской области, заведующий Наманганским райводотделом, заместитель заведующего сельскохозяйственным отделом Наманганского обкома КП Узбекистана, первый секретарь Наманганского горкома КП Узбекистана, заведующий Наманганским областным управлением водного хозяйства, первый секретарь Задарьинского райкома КП Узбекистана, заместитель председателя Сырдарьинского облисполкома, заместитель министра мелиорации и водного хозяйства Узбекской ССР.
Умер в 1990 году.